# Weyregg am Attersee
Weyregg am Attersee è un comune austriaco di 1 516 abitanti nel distretto di Vöcklabruck, in Alta Austria.